# أليغريا دي أوريا
بلدية أليغريا دي أوريا (بالإسبانية: Alegría de Oria) هي بلدية تقع في مقاطعة غيبوثكوا التابعة لمنطقة إقليم الباسك شمال إسبانيا.

## الديموغرافيا
يبلغ عدد سكان بلدية أليغريا دي أوريا 1.778 نسمة عام 2011 (وفقاً للمعهد الوطني للإحصاء الإسباني).
| 1.662 | 1.614 | 1.610 | 1.646 | 1.687 | 1.733 | 1.778 |